# Sirocco
A Sirocco egy 75-ös cirkáló (Schärenkreutzer), a Balaton legnagyobb és legszebb vitorlásainak, a Nemere II. és a Lillafüred cirkáló méltó társa.

## Története

### A kezdetektől 2002-ig
A hajó tervezését 1943-ban kezdte meg a Balatonfüredi Hajógyár munkatársa, Wagner Imre. A Sirocco a második a három magyar építésű 75-ös cirkáló sorában. A tényleges építési munkák 1944-ben indultak el. A háború, illetve a hajógyár megszállása miatt az építés 1945-ben leállt és csak 1946-ban folytatódott. A félkész testet 1946-ban eladták.
Ugyanebben az időszakban Faruk egyiptomi király yachtot kívánt vásárolni, és az akkori tulajdonos (Gyenes György) fantáziát látott az üzletben. A hajót ezért a tengeri előírásoknak megfelelően szerelték fel, és eltérően a cirkálók szlúp riggjétől egy második (besan) árbóc felszerelésével yawl-lá alakították. A hajó az 1947-es vízretételkor a Big Boy nevet kapta. A terv szerint a Sió – Duna – Fekete-tenger – Boszporusz útvonalon akartak Isztambulba, majd onnan Alexandriába hajózni. A hajó 1947 májusában egy 50-es cirkáló társaságában útnak indult, de Szekszárdnál a BM Gazdasági Rendőrség feltartóztatta a hajókat és a legénység több tagját őrizetbe vette (egyesek később börtönbe is kerültek). A vád csempészés volt. A közhiedelem szerint a hajó Egyiptomba történő eladása csak fedőtörténet volt, és a tőkesúlyban nagymennyiségű aranyat és egyéb értékeket kívántak kicsempészni az országból. Innen ered az aranyhajó név. A csempészésre illetve a feltételezett értékekre vonatkozóan semmilyen bizonyíték nem került elő.
A hajó történetének 1948 – 1980 közötti időszakáról csak hézagos adatok vannak. 1949-től már újra a Balatonon volt és az elhagyott javakra vonatkozó rendelkezések szerint valószínűleg ekkor államosították. 1950-ben átkeresztelték Győzelem névre. 1950-től 1979-ig az MDP/MSZMP balatonföldvári pártüdülőjében mint sétavitorlás működött. 1965-ben eltávolították a második (besan) árbócot, a hajó ettől kezdve a cirkálók szokásos szlúp riggjével rendelkezik. Meghajtásáról 28 lóerős Zetor, később Csepel motor gondoskodott. A hajó karbantartása – bár rendszeresen végezték – nem volt teljes körű, így állapota folyamatosan romlott. 1979-ben kiemelték, és 1982-ig Balatonfüreden a parton állt.
A hajó 1980. október 28-án a Közlekedési Múzeum tulajdonába került. 1981. július 22-ével, mint a "magyar vitorlás építés egyik csúcsteljesítményét" védett műszaki emlékké nyilvánították. Ezzel az amúgy rossz állapotban lévő vitorlás jövője fölül a legfenyegetőbb veszélyek (eladás, szétdarabolás) elhárultak. A Közlekedési Múzeumból 1981-ben a Magyar Vitorlás Szövetséghez (MVSZ) került, aki 1982-ben tartós használatba adta a Vízimentő SE-nek. A hajó 1982-től 1985-ig esett át az első lényeges felújításon, ami a következő munkálatokra terjedt ki:
- bordák részleges cseréje
- palánkok részleges cseréje
- az állókötélzet cseréje
- kormányállás átalakítása, rúdkormány
- új csörlők beszerelése
- deckfelújítás
- az árbóc megerősítése
- új motor beszerelése
- vitorlacsere

A felújítás után, 1985-ben kapta meg a hajó mai nevét, a Sirocco-t. 1985-87 között főleg oktatásra és vízimentésre használták. 1987-től ismét a Magyar Vitorlás Szövetség balatonfüredi telepére, a partra került, állaga újra romlásnak indult.
A hajó sorsának rendezése érdekében, hosszas gondolkodás után 1990-ben a Magyar Vitorlás Szövetség és a többszörös magyar bajnok vitorlázó, akkori elnökségi tag Izsák Szabolcs között megállapodás jött létre. A megállapodás szerint Izsák Szabolcs 10 éves használati jogot szerzett, cserébe vállalta a hajó szakszerű felújítását, amelyet a szövetség ellenőrzött. 1991-ben megkezdődött a második jelentősebb felújítás a következők szerint:
- palánkjavítás
- részleges bordacsere
- orr- és fartőke javítása
- műanyagozás
- új, fémből készült rudazat
- új veretezés és állókötélzet

A felújítási kötelezettséget és a hajó hasznosítását Izsák Szabolcs halála miatt 1993-tól a Sirocco Alapítvány vette át. A hajó felújításának irányítását 1999-ig Cittel Lajos („Cimbi”) végezte. A hajó 1994 tavaszán került újra vízre, és ebben a szezonban vett részt történetének első versenyén, a május 21-i Balatoni Évadnyitón, ahol a 4. helyet szerezte meg. Az ezt követő időben rendszeresen megjelent minden nagyobb versenyen.
1999-ben Cittel Lajost a Sirocco testvérhajójának, a Nemere II.-nek felújítására kérték fel. Megfelelő szakember hiányában a Sirocco Alapítvány 1999 végén a hajót visszaadta a Magyar Vitorlás Szövetségnek. 2000-2002 között ismét kedvtelési célra illetve versenyrendezésre használták. Állapota ismét folyamatosan romlott, egyrészt a fa- és vasrészek elöregedése, másrészt a műanyagozás alatt felgyorsuló korhadás miatt. A hajó megmentésére újabb tárgyalások kezdődtek, amelyek eredményeképpen az MVSZ 2002 decemberében a hajót eladta a Matáv dolgozói által létrehozott Dimenzió Biztosító és Önsegélyező Egyesületnek.

### 2002-től napjainkig
Az egyesület a hajó felújítására pályázatot írt ki, amelyet a Navalia Hajóépítő és Szolgáltató Kft. nyert meg. Dobó Pál és Czittel Lajos szakértelme, illetve a Balaton legendás zászlóshajójának a Nemere II. felújításának sikeres projektje, amelyet szintén a Navalia végzett, garanciát jelentett arra, hogy a hajó visszakapja régi fényét. A felújítás a Navalia veszprémi telepén, 2003 februárjában kezdődött meg, és mintegy 18 000 munkaórát vett igénybe.
Ez a felújítás valójában nem felújítás volt, hanem a hajó eredeti formában, de új anyagokból történő teljes újjáépítését jelentette. Az eddigre már jelentősen elcsavarodott testet felfüggesztették, eredeti geometriáját lézeres technológiával állították helyre.
A palánkozás sipóból, a testbordák cédrusból, a fedélzet merantilemezből és tikfából készült. A munka komplexitására jellemző, hogy a palánkozást gyakorlatilag darabonként cserélték – kiemeltek egy régit, legyártották és a helyére illesztették a ragasztott eljárással készült újat. A hajó felső palánkjai 18 méter hosszúak, ez a feladat különleges kihívást jelentett még a fahajók építésében nagy jártassággal bíró csapatnak is. Felújították (illetve részlegesen cserélték) a fémbordázatot, a fedélzetet, a cockpitot, a kajütbelsőt. A hajó a Pauger által gyártott új karbonárbócot kapott, kicserélték a teljes álló- és futókötélzetet, a veretezést. Simongáti Győző hajómérnök tanulmánya alapján úgy választották meg az egyes faanyagokat illetve a berendezések (pl. akkumulátorok) helyét, hogy a legnagyobb teljesítményhez szükséges ideális úszáshelyzet biztosított legyen. A hajótest csak natúr lakkozást kapott, így a mahagóni színét látjuk.
A hajóba új, Volvo Penta gyártmányú motort szereltek, amelyet a faszerkezet minél kisebb igénybevétele érdekében speciális, gumírozott kardánkihajtással (aqua drive) láttak el. A modern vitorlázatot (amelybe nagyvitorla, fockvitorla, viharfock, génua, reacher, bliszter és spinakker tartozik) a Doyle Raudaschl és a Pannonsails szállította. (A hajót versenyen kívül, sétavitorlázáskor általában a viharfock-kal lehet látni, mert annak magasra szabott alsó éle alatt jobban kilát a kormányos.)
Új, egységes arculattervet is készítettek, a logó a vitorlákra is felkerült, ami egyedivé és jellegzetessé tette a hajó megjelenését.
A vízrebocsájtásra 2004. május 22-én, az első vitorlabontásra június 11-én került sor.

## Versenyek
Érdekes módon a Sirocco-val 1998-ig egyáltalán nem versenyeztek. 1998-2000 között illetve 2004 után viszont folyamatosan szerepel gyakorlatilag minden komolyabb nagyhajós versenyen. Kormányosa immár 15 éve az a Cittel Lajos, aki a hajó felújítását is vezette.
A hajó a klasszikus flotta kiemelkedően jó teljesítményt nyújtó tagja. A különböző nagyhajós versenyeken számtalan osztályelsőséget gyűjtött be, de impozáns eredménylistája van a nagy mezőnyökkel futó hosszútávú versenyeken (Kékszalag, Pünkösdi Regatta) elért abszolút helyezések között is. Ezek az eredmények mutatják, hogy a faszerkezet konstrukciós korlátai ellenére milyen sikeres a száz éve tervezett típus. Az is látszik, hogy a felújítás olyan, mára már jelképes hajót teremtett, amely a klasszikus formák és anyagok megőrzése mellett abszolút korszerű módon vitorlázható és tartja a lépést a sok generációval fiatalabb versenytársakkal is.
A 2012-es Kékszalagon versenyezhetett először egymás ellen a híres 75-ös cirkáló flotta, a Nemere II., a Lillafüred és a Sirocco.